# Gréta Kácsor
Gréta Kácsor (* 24. April 2000 in Budapest, Ungarn) ist eine ungarische Handballspielerin, die dem Kader der ungarischen Nationalmannschaft angehört.

## Karriere

### Im Verein
Kácsor spielte in ihrer Jugend bei EURONOVEX USE. Im Jahr 2014 wechselte die Rückraumspielerin zu Váci NKSE, bei dem sie anfangs ebenfalls in der Jugendabteilung aktiv war. Zur Saison 2016/17 rückte Kácsor in den Kader der Erstligamannschaft von Váci NKSE, mit dem sie sich in jeder Spielzeit für einen europäischen Wettbewerb qualifizieren konnte. Ab der Saison 2022/23 stand sie beim Ligakonkurrenten Debreceni Vasutas SC unter Vertrag. Im Juli 2024 wurde sie vom rumänischen Erstligisten CS Gloria 2018 Bistrița-Năsăud verpflichtet. Ein Jahr später schloss sie sich dem Ligakonkurrenten CSM Slatina an.

### In Auswahlmannschaften
Kácsor lief anfangs für die ungarische Jugend- sowie für die Juniorinnennationalmannschaft auf. Mit diesen Auswahlmannschaften gewann sie die Bronzemedaille bei der U-17-Europameisterschaft 2017, die Silbermedaille bei der U-18-Weltmeisterschaft 2018, die Goldmedaille bei der U-20-Weltmeisterschaft 2018 und die Goldmedaille bei der U-19-Europameisterschaft 2019. Bei der U-19-EM 2019 wurde Kácsor in das All-Star-Team gewählt.
Kácsor gab am 28. November 2020 ihr Debüt für die ungarische Nationalmannschaft in einem Testspiel gegen Schweden. Nur wenige Tage nach ihrem Länderspieldebüt nahm sie mit Ungarn an der Europameisterschaft in Dänemark teil, bei der sie insgesamt zwei Treffer erzielen konnte. Sie gehörte dem ungarischen Aufgebot bei der Weltmeisterschaft 2021, bei der Europameisterschaft 2022 sowie bei den Olympischen Spielen 2024 an. Bei der Europameisterschaft 2024 gewann sie die Bronzemedaille.